# Principatele Dunărene

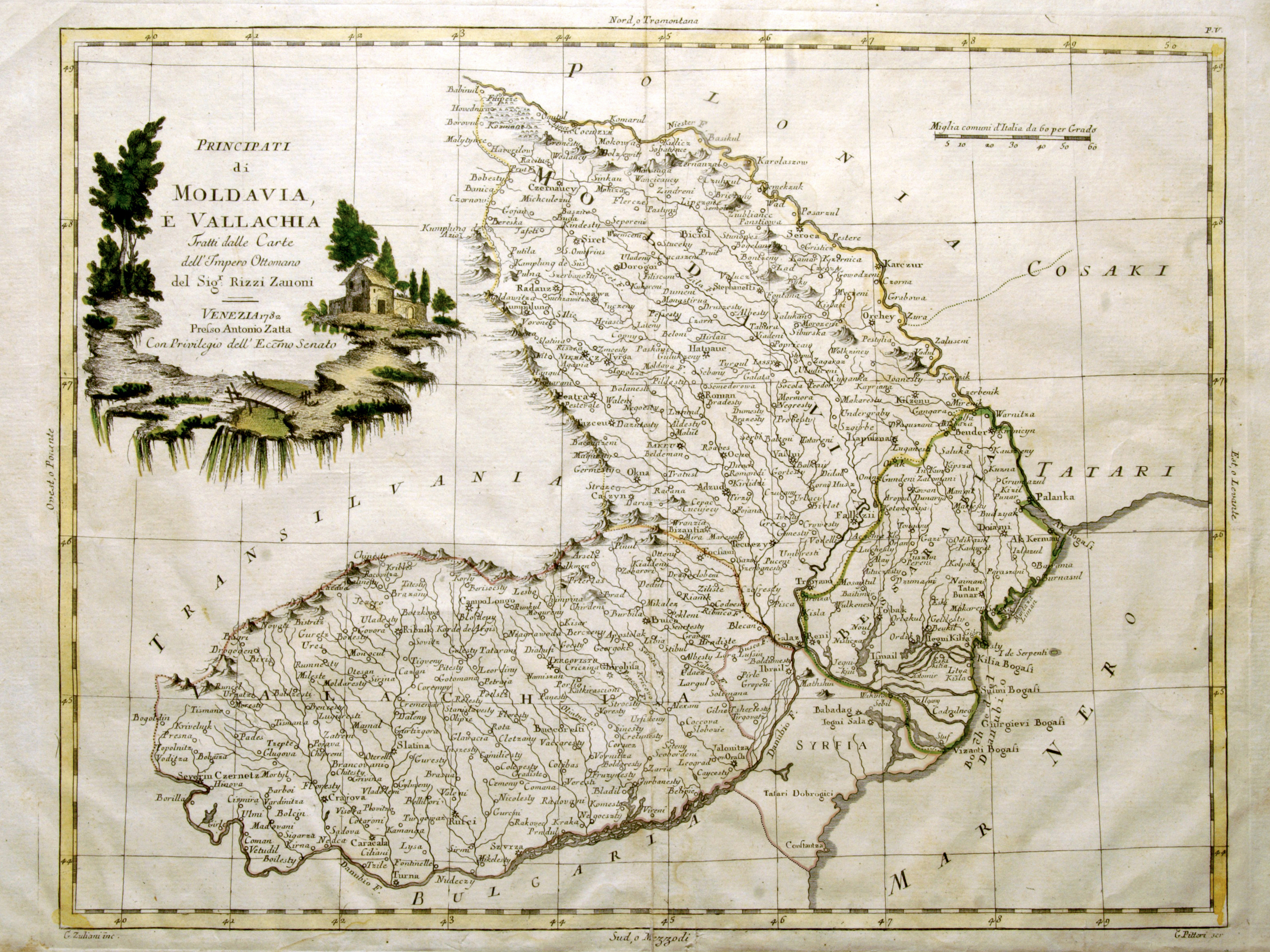
Principatele Moldova și Țara Românească în 1786, hartă italiană de G. Pittori, după geograful it.

Principatele Dunărene a fost denumirea convențională dată principatelor Moldova și Țara Românească, care apăruseră pe harta politică a Europei la începutul secolului al XIV-lea. Denumirea mai sus numită a fost folosită pentru prima oară de Imperiul Habsburgic după semnarea Tratatului de la Kuciuk-Kainargi (1774), pentru a desemna zona Dunării de Jos ca o singură entitate geopolitică. Termenul a fost folosit intens în cercurile de politică externă și în opinia publică până la Unirea Principatelor Române în 1859. 
După formarea statului național România, denumirea de Principatele Dunărene a fost abandonată de diplomați în favoarea celei de Principatele Unite Române, dar a continuat să fie folosită, în paralel cu cea de Provincii Dunărene, de către istoricii străini pentru a desemna principatele Moldova și Țara Românească anterior anului 1859. Istoriografia românească preferă însă denumirea de Principatele Române (care include și Transilvania), din patru motive :
- începând cu anul 1817, conceptul de Principat Dunărean poate fi aplicat și principatului sârbesc;
- termenul de Principate Dunărene este neclar pentru publicul străin nespecialist, care le poate confunda cu alte principate situate de-a lungul Dunării cum ar fi de exemplu principatul Hohenzollern-Sigmaringen (aflat pe Dunărea Superioară);
- denumirea de Provincii Dunărene este falsă deoarece Principatele Române nu au fost niciodată provincii ale Imperiului turcesc, ci state creștine vasale ale Imperiului Otoman;
- refuzul multor istorici străini de folosi adjectivul « Române » pentru a desemna Principatele Moldova și Țara Românească anterior anului 1859 este din punct de vedere istoric neîntemeiat, deoarece acest adjectiv este atestat încă din sec. al XVI-lea, și deoarece adjective similare ca « Germane » sau « Italiene » sunt folosite curent de aceiași istorici pentru a denumi statele și populațiile din Imperiul romano-german (state germanice) sau din Peninsula Italică dinaintea apariției statelor unitare german și italian în sec al XIX-lea (1871).